# Lucio Lamia Silvano
Lucio Plaucio Lamia Silvano (en latín: Lucius Plautius Lamia Silvanus) fue un senador romano, que vivió en el siglo II, y desarrolló su cursus honorum bajo los reinados de Adriano, Antonino Pío, y Marco Aurelio.

## Familia
Silvano procedía de una familia patricia, y era hijo de Lucio Fundanio Lamia Eliano, cónsul ordinario en el año 116, y su esposa Annia. Según la Historia Augusta, Silvano se casó con Aurelia Fadila (fallecida en 135), hija de Antonino Pío y Faustina la Mayor.

## Carrera
Fue cónsul sufecto en el año 145 junto con Lucio Publícola Prisco.

## Descendencia atribuida
La Historia Augusta afirma que Fabia Orestila, la esposa del emperador Gordiano I, era descendiente del emperador Antonino Pío a través de su padre Fulvo Antonino, un descendiente de Silvano. Los historiadores modernos han descartado este nombre y su información como falsa, ya que creen que su esposa era nieta del sofista, cónsul y retor griego Herodes Ático.